# حلمية النعام
حلمية النعام هي شياخة من شياخات حي عين شمس بالمنطقة الشرقية في محافظة القاهرة، وبالقرب من حلمية الزيتون وكانت به مزرعه كبيره لتربيه النعام متاخمه لقصر الأمير يوسف كمال ومقر قصر الأمير يوسف الآن المعهد القومى لبحوث الصحراء وفي المنطقة الصحراوية كانت قشلاقات الجيش الانجليزى التي أصبحت بعد الجلاء ثكنات للجيش المصرى ومدرسه إعداديه ومركز شباب ومعهد تأهيل للمعاقبن ذهنياواهم منشأتها مدرسه ابن خلدون الثانويه والكلية التكنولجيه وكليه الهندسة جامعه حلوان وكانت بها فيلا الشيخ الأمام محمد عبده وسمى بعد ذلك الشارع بأسمه وتعتبر منطقة اثرية مهمة فيوجد بها الكثير من الاثار المدفونة بها لانها كان يسكن بها الفراعنة قديماً ويوجد بها الكثير من الفلل سابقا حيث تم ردم معظمها لبناء ابراج سكنية.